# Tanja Steinebrunner
Tanja Steinebrunner (18 aprile 1968) è un'ex sciatrice alpina svizzera.

## Biografia
Specialista delle prove veloci originaria di Zumikon, la Steinebrunner ottenne il primo piazzamento in Coppa del Mondo il 14 gennaio 1988 a Zinal in discesa libera (11ª) e in quella stessa stagione 1987-1988 in Coppa Europa fu 6ª nella classifica generale e 2ª in quella di discesa libera. Nella stagione successiva in Coppa del Mondo colse il miglior risultato, il 15 dicembre 1988 ad Altenmarkt-Zauchensee in discesa libera (6ª), e l'ultimo piazzamento della sua carriera agonistica, il giorno successivo nella medesima località in combinata (13ª); non prese parte a rassegne olimpiche né ottenne piazzamenti iridati.

## Palmarès

### Coppa del Mondo
- Miglior piazzamento in classifica generale: 51º nel 1989

### Coppa Europa
- Miglior piazzamento in classifica generale: 6º nel 1988